# Barsebäck slot
Barsebäk slot (svensk: Barsebäcks slott) er et slot, der ligger i Barsebäck by i Kävlinge kommun tæt på Øresunds-kysten i Skåne, Sverige. Slottet menes at være fra 1100-tallet, i 1339 blev Barsebäck slot omtalt som sædegård. Slottet fik sin nuværende form i løbet af en større renovering og ombygning i 1889 og 1940. Hovedstrukturen er en tre-etagers 1800-tals efterligning af hollandsk renæssancestil, med det formål at få det til at ligne de mange oprindelige renæssanceslotte, der stadig findes i det skånske landskab. 

## Historie
Efter den Skånske Krig blev Barsebäck slot, i lighed med alle andre af den danske adelsslægt Thotts besiddelser i Skåne, konfiskeret af den svenske krone. I 1743 blev slottet købt af den svenske oberst og regimentskommandør Gustav David Hamilton, stationeret i Malmø, som efter forfaldet under den svenske krone nødvendigvis måtte renovere bygningerne.
Slottet er stadig ejet af familien Hamilton. Det er ikke offentligt tilgængeligt.